# 幸島
幸島是位於日本宮崎縣串間市附近日向灘的一個小島。該島距串間市約13公里。它離岸約300公尺，面積 30公頃，島上主要分佈著森林。
幸島最出名的是作為京都大學靈長類動物研究所的實地研究地點，日本獼猴被野外圈養在島上，提供研究人員進行對於靈長類動物的研究。為了減少對猴子棲息的干擾，京都大學將觀察站興建於接近島嶼的大陸上。並有研究人員駐紮在此處。
此外，石波海灘和小島之間的區域由於洋流影響導致沙子堆積，使得周圍海域較淺，由於沙塵沉積的進展，未來幸島可能將通過陸路與九州大陸相連。
幸島對於猴子的研究始於1947年，自 1952 年以來，所有個體都被標記，以便研究島上猴子的統計數據。並對於猴子生態進行調查，當代，幸島也是動物文化中最著名的研究地點之一。目前整個島域被指定為日南海岸國定公園的一部分。

## 另見
- 三戶佐江（日语：三戸サツヱ）
- 百猴效應

## 外部連結
- Pictures of Kōjima （页面存档备份，存于） （日語）
- 串間市観光協会 （页面存档备份，存于）
- 串間市ホームページ （页面存档备份，存于）
- 京都大学野生動物研究センター附属 幸島観察所 （页面存档备份，存于）